# Gomphus lucasii
Gomphus lucasii – gatunek ważki z rodziny gadziogłówkowatych (Gomphidae). Występuje w Algierii i Tunezji. Niepewne dane pochodzą z Maroka.